# Skulpturenpark Sammlung Domnick

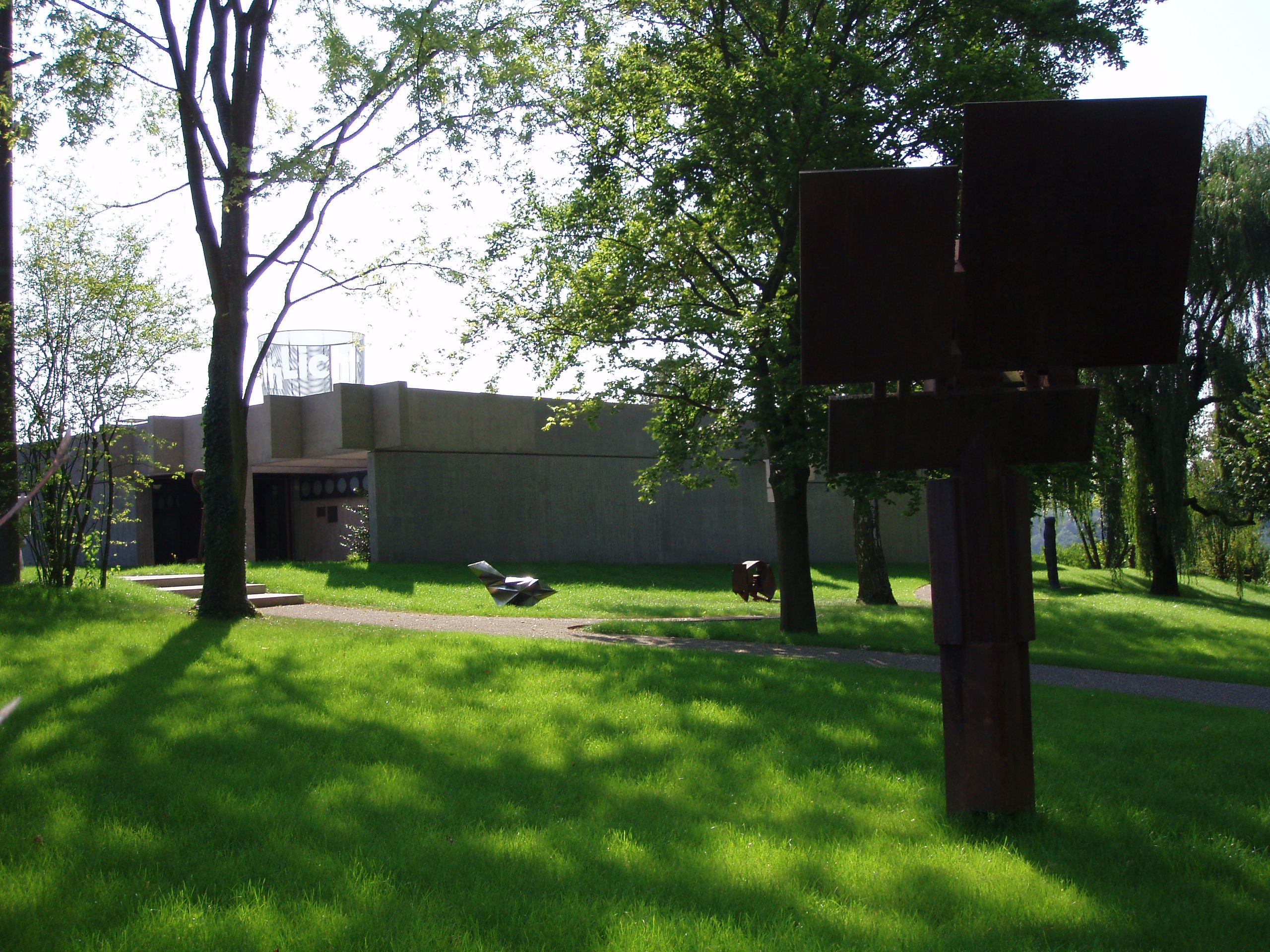
Sammlung Domnick in Nürtingen

Het Skulpturenpark Sammlung Domnick is het beeldenpark van het kunstmuseum Sammlung Domnick in Nürtingen in de Duitse deelstaat Baden-Württemberg.

## Geschiedenis
Het museum is gebouwd in de jaren 1967 en 1968, het beeldenpark is aangelegd tussen 1975 en 1977. De Stiftung Domnick, die werd opgericht door Ottomar Domnick (1907-1989), heeft het privémuseum en de beeldentuin opengesteld voor het publiek. De Sammlung Domnick geldt sinds 1982 als Kulturdenkmal in Baden-Württemberg en is onderdeel van de Staatsgalerie Stuttgart.

## De buitencollectie
- Joannis Avramidis met Große Figur 1 (1963)
- Gerlinde Beck met Strebepfeiler (1964)
- Franz Bernhard met Liegende (1974) en Dynamischer Figur (1984/85)
- Michael Croissant met Figur (1983)
- Eberhard Fiebig met Ostinato (1982) en Beteigeuze (1982/83)
- Lothar Fischer met Geharnischter Kopf (1980)
- Volkmar Haase met Stele I (1960), Stele II (1962) en Schwingend, Modell (1967)
- Rudolf Hoflehner met Figur 85 (1964)
- Berto Lardera met Etreintes II (1968)[6]
- Alf Lechner met Bündelung - Wand 1971/15 (1971) en Verformung (1977)
- Bernhard Luginbühl met Juan (1965), Hafenfigur (1979/80) en Froschkönig of Der Eiserne Heinrich (1980)
- Miguel Ortiz Berrocal met Alma de Arbol (1961)
- Gustav Reinhardt met Überschreitung (1981) en Großer Samir (1981/82)
- Reinhard Scherer met Abgestützt (1985)
- Max Schmitz met Analytischer Kopf (1965), Skulptur o.d. (1977), Koordinatenkopf (1978), Felder eines Menschen in Bewegung (1979) en Syrinx (1979)
- Tim Scott met Alingana VIII (1979)
- K.H. Türk met Paar (1980/81) en Volunta (1983)
- Pablo Serrano Aguilar met Ohne Titel (1957)
- Bernar Venet met Undetermined Line (1985)